# Unabhängige Wählergemeinschaft des Kreises Mettmann
Die Unabhängige Wählergemeinschaft des Kreises Mettmann (UWG-ME) ist eine Wählergemeinschaft für den Kreis Mettmann (Nordrhein-Westfalen). Im Kreistag Mettmann entfallen auf die UWG-ME in der aktuellen Wahlperiode 3 von 78 Sitzen.

## Inhaltliches Profil

### Ziele
Nach Satzung der UWG-ME lauten die politischen Ziele:
- „Verwirklichung der kommunalen Selbstverwaltung ohne ideologische oder parteiliche Bindung unter ausschließlicher Orientierung an sachlichen Gesichtspunkten im Kreis Mettmann und den kreisangehörigen Gemeinden.“
- „Gesunde Lebensbedingungen und wirtschaftliche Entfaltungsmöglichkeiten für die Bürgerinnen und Bürger im Kreis Mettmann.“
- „Ausreichende Ausbildungsmöglichkeiten der jungen Generation.“
- „Sparsame öffentliche Haushaltsführung in sozialer Verantwortung und ein verantwortungsvoller Umgang mit der Natur.“
- „Parteipolitisch nicht gebundene Bevölkerung in die [politische] Willensbildung einzubeziehen.“

## Mitgliedsorganisationen
- ALLIANZ für Hilden
- Bürger mit Umweltverantwortung Erkrath (BmU)
- Bürger-Union Ratingen (BU)
- Bürgergemeinschaft Langenfeld|Bürgergemeinschaft Langenfeld (B/G/L)
- Wählergemeinschaft Mettmann (WG-ME)
- Wählergemeinschaft M.U.T. Mettmann (M.U.T.)
- Unabhängige Velberter Bürger (UVB)
- Wählergemeinschaft Lebenswertes Haan (WLH)
- Velbert anders
- Wahlalternative Heiligenhauser Liste (WAHL)
- Wülfrather Gruppe (WG)